# Henriette Alquier
Pour les articles homonymes, voir Alquier.
Henriette Clergue, dite Henriette Alquier (née à Sète le 25 janvier 1898 et morte le 27 mars 1995 à Béziers) est une institutrice syndicaliste et féministe française.

## Vie personnelle
Henriette Clergue naît à Sète le 26 janvier 1898, fille d'un cheminot syndicaliste révoqué en 1910 parce qu'il avait dirigé une grève. À partir de 1915, elle étudie à l'École Normale de Montpellier ce qui lui permet en 1918 d'être institutrice à Celles. Elle se syndique la même année au syndicat national. En 1921, elle participe à la création du syndicat des membres de l'enseignement laïque de l'Hérault (CGTU). En 1922 elle rencontre et épouse Paul Alquier, un instituteur originaire de Frontignan, membre du PCF et de la CGTU, elle quitte Celles et part enseigner avec son mari dans l'école de Vias où ils restent jusqu'en 1937, puis à Béziers jusqu'en 1955. Ensemble, ils ont une fille, Andrée Alquier, née le 7 mars 1932. En 1923, elle devient membre du PCF qu'elle quitte en 1937. En 1925, elle crée un groupe féministe de l'enseignement laïque.

## Affaire Henriette Alquier

### La maternité, fonction sociale
En février 1927, Alquier publie un rapport intitulé La maternité, fonction sociale. Ce rapport, établi à l'aide de la documentation de toutes les sections départementales des Groupes féministes de l'Enseignement, est approuvé par le congrès de ces groupes à Grenoble en 1926, avant sa publication. Il est publié dans un numéro spécial du Bulletin des groupes féministes de l'enseignement laïque,.
Elle y étudie des questions sur la maternité et l'enfance et examine des possibilités d'amélioration de la maternité, de diminution de la misère des enfants d'ouvriers, et évoque la maternité consciente et la conception d'un régime qui corrèle la naissance des enfants et la possibilité de les élever. Elle note en particulier le manque d'hygiène à l'origine d'avortements et de naissances difficiles, ainsi que l'absence de solutions pour allaiter les bébés chez les mères qui travaillent en extérieur. Pour elle, la maternité ouvrière est « une facette de l'oppression capitaliste et seule la révolution prolétarienne permettra une maternité heureuse en socialisant ses coûts ».
Elle y présente les œuvres existantes (gouttes de lait, consultations de nourrissons, secours aux femmes en couches, etc.) pour rendre la maternité plus facile et assurer une meilleure vie pour les enfants, ainsi que les œuvres à créer ou à perfectionner dans le même but. Elle propose dans son rapport un suivi médical gratuit pendant la grossesse, un congé de maternité de 3 mois, 30 minutes de pause toutes les 3 heures pour allaiter l'enfant, le maintien du salaire et un supplément pour la nourriture de l'enfant pendant plusieurs mois. Elle propose également l'éducation maternelle et sexuelle afin de limiter les naissances, et souhaite rendre la scolarité obligatoire jusqu'à 16 ans.

### Controverse
Ce rapport déclenche une violente polémique. Elle est en particulier attaquée par Castelnau, président de la Fédération Nationale Catholique, pour son propos « la femme sera libre ou non de s'imposer ou non les souffrances inévitables de la maternité »,.  Dans son rapport de 1927, elle affirme également « qu’il serait puéril de prétendre que détruire un spermatozoïde, une cellule c’est attenter à une vie humaine ».
Alquier est accusée par le ministre de l'Instruction publique Édouard Herriot de ne pas respecter la loi de 1920 réprimant les propos en faveur de la régulation des naissances,.
En 1927, Alquier comparaît devant la justice pour ses propos sur la contraception. L'affaire, surnommée « l'affaire Henriette Alquier » , a un retentissement national. Alquier est acquittée, ce qui nourrit la controverse et encourage certains groupes militants à s'engager dans la lutte pour la liberté de contraception.

## Postérité
En 2012, la bibliothèque municipale de Vias est nommée Henriette Alquier,.